# 視点
視点（してん）は、通常異なった2つの意味で用いられる言葉。1つは「どこから見ているか」という、対象を見るときの立脚点のことであり、もう1つは「どこを見ているか」という、注視点のことである。本記事では原則として前者の意味で用いる。
認知科学、絵画・写真、文学・映画など幅広い分野で用いられる用語である。

## 認知科学における視点
実際の形状としては立方体の形状をした物体は、視点の位置によって六角形に見えたり正方形に見えたりする。1つの視点から見れば手前の衝立に隠されて見えないものであっても、視点を様々に変えてみて見ることができればその存在が確かめられる。このように同じ物体であっても視点の位置によって違った形に見えたり、あるいは見えたり見えなかったりする。
ある視点から見える「見え」のことを「form」（形）と呼び、対象の実際の（3次元なら3次元的な）形状のことを「shape」（姿）と呼ぶことにする。1つの視点から見えるformは、対象のshapeを何ら規定するわけではないとギブソンは指摘する。
ある対象を、動的視点（後述）を駆使して様々な視点から見るということは、対象を「実在」（reality）として見ることである。一方、静的視点（後述）から見える形を見るということは、対象を「見え」（appearance）として見ることである。

### 視点がどこにあるかを知る
山道を歩いているときに、今まで見えていた山が手前の丘などに隠れてしまったとする。この場合、山が消えたのではなく、視点が動いたのであって、山は依然として存在するのだ、と判断される。このように、一般に同じ対象であっても視点が異なれば違った見え方をする。このため逆に「見え」から逆算すると、視点がどこにあるのかがわかることになる。今まで見えていたものが見えなくなるということは、単に情報が欠落して見えないということだけではなく、視点が移動したために見えなくなったという情報が得られることでもある。このように視点が動くことによって見え方が変わることからわかる視点の情報を「視点特定情報」と呼ぶ。

### 動的視点と静的視点
上述の遠くの山のように、人がある対象を見て把握するとき、通常視点を様々に変えながら見るということが行われている。言い換えれば、人がある対象を見るということは、様々な場所から見ることでもあるし、また様々な時点から見ることでもある。このように、視点を移動させながら見る場合を「動的視点」と呼ぶ。一方その動いている途上のある断面において見る場合を「静的視点」と呼ぶ。

### 包囲型と湧き出し型
佐伯（1978）は「視点」を表す比喩として「小びと」ないし「感覚小体」なるものを対象に向かって派遣するという見方を提示している。このような「視点」の活動のあり方には「包囲型の視点活動」と「湧き出し型の視点活動」の2つの類型がある。「包囲型の視点活動」とは、対象のごく近くに「小びと」（認知心理学で一般に「仮想的自己」と呼ぶものに相当する）を派遣し、対象のあらゆる面を隙間なく捉えようとするものであり、「湧き出し型の視点活動」とは、対象そのものになりきってしまうものである。宮崎・上野（1985）は「この両者は結局同じことである」と指摘する。

## 言語学における視点
「行く」「来る」の区別、「やる」「もらう」「くれる」の区別や時制、代名詞の区別はしばしば視点の問題として扱われる。また何を主語や主題にするかということも視点の問題として扱われることがある。

### 時制
時制の違いを基にした視点の問題は、言語学的問題でもあり、文学理論にも関わるものである。
第1文は過去形「た」が使われているが、第2文では現在形になっている。これは第2文が北畠宗十郎の側からの観察を基にしているものと分析できる。

### 代名詞
代名詞の使い分けを基にした視点の問題も、言語学・文学理論の両方に関係する。
前者のように再帰代名詞「自分」が用いられると、登場人物宗十郎の視点であり、後者のように代名詞「彼」が用いられると、語り手（全文の話し手）の視点であるという。このように、再帰代名詞「自分」の指す人物は、その行為や感覚の主体でなければならないとされる。

### 視点ハイアラーキー
久野（1978）は英語と日本語において「共感度」を基に視点現象を分析した。「共感度」とは、文中の指示対象（人物など）に対する話手の自己同一視化の度合であり、値0（客観描写）から値1（完全な同一視化）までのグラデーションを持つ。例えば、一人称者は二・三人称者よりも共感度が高く（発話当事者の視点ハイアラーキー）、「くれる」は与格目的語≧主語であり、「やる」は主語≧与格目的語であるとされる（授与動詞の視点ハイアラーキー）。すると、次の例文の違いが説明できる。
1. ×僕が太郎にお金をくれた。
2. ○太郎が僕にお金をくれた。
3. ○僕が太郎にお金をやった。
4. ×太郎が僕にお金をやった。

2と3は「発話当事者の視点ハイアラーキー」と「授与動詞の視点ハイアラーキー」との間で矛盾はないが、1は共感度の高い「僕」が、「くれる」にとって共感度の低い主語になっており、4は同じく共感度の高い「僕」が、「やる」にとって共感度の低い与格目的語になっているため、矛盾を来している。
以上のようなことから、次のような「視点の一貫性」という原理を提唱した。視点の一貫性:単一の文は、共感度関係に論理的矛盾を含んでいてはいけない。

### 主題の省略
日本語では主語が省略されやすいとしばしば言われるが、主題「Xは」の省略されやすさにも視点が関わっている。
1. 夏子の義兄が夏子に学資を出してくれることになった。[夏子は]これで大学に行けると思うと、嬉しさで胸が一杯になった。
2. 太郎が夏子に学資を出してやった。[夏子は]K大学の文学部に入学できることになった。

1の「夏子は」は省略可能であるが、2の「夏子は」は省略できない。これは、1の文章が夏子寄りの視点で叙述しているからであるとされる（新主題省略条件）。
1. 太郎は花子を病院に見舞った。[花子は]思ったより元気であった。
2. 太郎は病院に花子を見舞に行かなかった。[花子は]太郎がいつ来るかと首を長くして待っていた。

1の「花子は」は省略可能であるが、2の「花子は」は省略できない。これは1の文章の話者の視点が太郎の視点に完全に一致した形で統一されているが2はそうではないからであるとされる（異主題省略条件）。

## 文学作品の理解における視点

### 認知科学的アプローチ
文学作品を理解するためには、視点を設定するということが必要になる。それは作者の思想や世界観といったものであることもあるが、作中の作者（語り手）の意見や心情であったり、特定の登場人物の心情であったりする。また登場人物の外形や作中世界の情景・出来事を把握するためにも視点の設定が必要である。
作中の情景を理解する場合、読者は三次元的な仮想的世界を思い描き、その中の1点に仮想的自己を派遣するという形で理解するという指摘がある。適切な視点が得られたとき、そこから見えた「見え」が鮮明なイメージを生む。そして対象の位置をいろいろに配置してみたり、仮想的自己の位置を動かしたりして、常により鮮明な「見え」をつかみ取ろうと試みる。
人物の心情を理解する場合、読者はある登場人物に感情移入して読むということがしばしば行われる。特定の登場人物に視点を設定して文学作品を読むということは、読者にとっては「他者」の心情を理解するという作業であるとも言える。つまり読者は他者に「なって」みるということである。これは共感的理解の一種である。

### 文学理論
文学作品、特に小説は、通常一人称小説と三人称小説に分けられる。しかし、一人称小説が登場人物の視点であって三人称小説が語り手の視点であるとは、もはや言い切れなくなっている。シュタンツェルは一人称/三人称の対立と内的遠近法/外的遠近法の対立、語り手/映し手の対立を区別し、ジュネットは従来の研究では「語り手は誰なのか」と「誰が見ているのか」とが混同されていると指摘している。そのため、近年ではジュネットなどが用いる「焦点化」などの用語が一部で好まれるようになってきている。
ジュネットは従来の一人称小説を「等質物語世界的」と称し、三人称小説を「異質物語世界的」と称した。そして視点のありかたによって「焦点化ゼロ」「内的焦点化」「外的焦点化」の3分類とした。焦点化ゼロとは全知の視点であり、内的焦点化はある登場人物の視点を取るものであり、外的焦点化は主人公の外面のみを描くものである。
|                | 作者が支配する（焦点化ゼロ）         | 行為者が支配する（内的焦点化）   | 中立的（外的焦点化）     |
| -------------- | ------------------------------------ | -------------------------------- | ------------------------ |
| 異質物語世界的 | フィールディング『トム・ジョーンズ』 | ヘンリー・ジェイムズ『使者たち』 | ヘミングウェイ「殺し屋」 |
| 等質物語世界的 | メルヴィル『モービー・ディック』     | ハムスン『飢え』                 |                          |

シュタンツェルの体系では、例えば一人称小説の場合「物語る私」と「体験する私」の両方の側面があるため、作品によって「内的独白」の担い手から「目撃者」や「編者」の役割まで幅広い「私」が存在する。また三人称小説の場合も、語り手が物語世界の外から「全知の視点」で語るものから、三人称の登場人物が「映し手的人物」として振る舞い、一人称に置き換えても問題のなさそうなものまで幅広い。ここで「映し手」とは、考えたり、感じたり、知覚したりする登場人物のことであり、読者は映し手の目に映った他の登場人物・情景を眺めることによって作品世界を理解することになる。